# 가슴을 펴라 (1986년 영화)
"가슴을 펴라"는 한국에서 제작된 최원영 감독의 1986년 드라마 영화이다. 고설봉 등이 주연으로 출연하였다.

## 출연

### 주연
- 고설봉
- 정상수
- 김세준

### 조연
- 고선애
- 김수천
- 정미경
- 이백
- 유일문
- 정미영
- 신동욱
- 이상미
- 채훈
- 박성옥
- 최준
- 안명일
- 이동춘
- 김남일
- 정이래
- 민경록

## 기타
- 조명: 송문섭